# Obiekty sakralne w Bydgoszczy
Obiekty sakralne w Bydgoszczy – lista zawierajca obiekty na terenie Bydgoszczy, przeznaczone do kultu religijnego. Większość stanowią kościoły rzymskokatolickie a także kaplice przy szkołach katolickich, cmentarzach i domach rekolekcyjnych. Prócz kościołów rzymskokatolickich w Bydgoszczy na początku XXI wieku istniało ok. 18 parafii i zborów innych wyznań, w tym większość protestanckich, poza tym 14 zborów Świadków Jehowy korzystających z 4 Sal Królestwa.

## Kościoły rzymskokatolickie
W Bydgoszczy znajdują się: jedna Katedra, dwie bazyliki mniejsze, pięć sanktuariów diecezji bydgoskiej, 43 kościoły parafialne, dwa kościoły rektoralne, 4 kaplice zakonne, 14 kaplic mszalnych (przy szpitalach, zakładach karnych itp.) oraz dwie kaplice cmentarne.
Lista zawiera wykaz kościołów rzymskokatolickich (parafialnych i rektoralnych plus ważniejsze kaplice), znajdujących się na terenie Bydgoszczy. Kolejność ustalono w oparciu o chronologię powstania świątyń.
| Nr  | Nazwa                                                                               | Data powstania kościoła (parafii) | Tytuł, funkcja | Zakon                                                           | Adres                                                       | Liczebność parafii | Uwagi                                                                                   |
| 1.  | Katedra św. Marcina i Mikołaja                                                      | 1346, 1425-1466 (1346)            | Katedra Diecezji Bydgoskiej, Sanktuarium maryjne Matki Bożej Pięknej Miłości, parafialny                           | Siostry Maryi Niepokalanej                                      | Ul. Farna 2 (Stare Miasto)                                  | 2300               | zabytkowy, Strona                                                                       |
| 2.  | Kościół pobernardyński Najświętszej Maryi Panny Królowej Pokoju                     | 1485, 1552-1557 (1863)            | garnizonowy, pierwotnie kościół zakonny bernardynów (1552-1830)                                                    | –                                                               | Ul. Bernardyńska 2 (Stare Miasto)                           | –                  | zabytkowy, Strona                                                                       |
| 3.  | Kościół Rektorski Braci Mniejszych Kapucynów pw. Wniebowzięcia NMP zwany Klaryskami | 1582-1615                         | rektorski, akademicki, pierwotnie kościół zakonny klarysek (1615-1835)                                             | Kapucyni                                                        | Ul. Gdańska 2 (Stare Miasto)                                | –                  | zabytkowy, Strona                                                                       |
| 4.  | Kościół św. Mikołaja                                                                | 1430, 1598, 1927-1930 (1430)      | parafialny | Szarytki                                                        | ul. Wyzwolenia 2 (Fordon)                                   | 7500               | zabytkowy, Strona                                                                       |
| 5.  | Kościół Świętych Apostołów Piotra i Pawła                                           | 1872-1876 (1946)                  | parafialny, pierwotnie ewangelicki                                                                                 | –                                                               | Plac Wolności (Śródmieście)                                 | 8100               | zabytkowy, Strona                                                                       |
| 6.  | Kościół św. Jana Apostoła i Ewangelisty                                             | 1877-1879 (1990)                  | parafialny, pierwotnie ewangelicki                                                                                 | –                                                               | ul. gen. Sikorskiego 8 (Fordon)                             | 5400               | zabytkowy, Strona                                                                       |
| 7.  | Kaplica pw. Bożego Ciała przy klasztorze Klarysek od Wieczystej Adoracji            | 1901 (1925)                       | kaplica | Klaryski od wieczystej Adoracji                                 | Ul. Gdańska 56 (Śródmieście)                                | –                  | zabytkowy, Odnośnik                                                                     |
| 8.  | Kościół św. Andrzeja Boboli                                                         | 1903 (1967)                       | parafialny, pierwotnie ewangelicki                                                                                 | Jezuici                                                         | Plac Kościeleckich 7 (Stare Miasto)                         | 2700               | zabytkowy, Strona                                                                       |
| 9.  | Kościół Miłosierdzia Bożego                                                         | 1905 (1946)                       | parafialny, pierwotnie ewangelicki                                                                                 | –                                                               | ul. Nakielska 68 (Wilczak)                                  | 5800               | zabytkowy, Strona                                                                       |
| 10. | Kościół św. Józefa Rzemieślnika                                                     | 1903-1906 (1946)                  | parafialny, pierwotnie ewangelicki                                                                                 | –                                                               | ul. Władysława Bełzy 11 (Wyżyny)                            | 3480               | zabytkowy, Strona                                                                       |
| 11. | Kościół Matki Bożej Królowej Polski                                                 | 1910-1911 (1968)                  | parafialny, pierwotnie ewangelicki                                                                                 | –                                                               | ul. Toruńska 428 (Łęgnowo)                                  | 2650               | zabytkowy, Odnośnik                                                                     |
| 12. | Kościół Najświętszego Serca Pana Jezusa                                             | 1910-1913 (1924)                  | parafialny | Elżbietanki                                                     | Plac Piastowski 5 (Śródmieście)                             | 13000              | zabytkowy, Strona                                                                       |
| 13. | Kościół Trójcy Świętej                                                              | 1911-1913 (1924)                  | parafialny | –                                                               | Ul. Świętej Trójcy 26 (Stare Miasto)                        | 13000              | zabytkowy, Strona                                                                       |
| 14. | Kościół św. Wojciecha                                                               | 1912-1913 (1946)                  | parafialny, pierwotnie ewangelicki                                                                                 | –                                                               | ul. Kanałowa 6 (Okole)                                      | 6000               | zabytkowy, Strona                                                                       |
| 15. | Kościół św. Stanisława Biskupa i Męczennika                                         | 1923–1925 (1946)                  | parafialny | –                                                               | ul. Kapliczna 1 (Siernieczek)                               | 3500               | zabytkowy, Strona                                                                       |
| 16. | Bazylika św. Wincentego à Paulo                                                     | 1925-2002 (1924)                  | parafialny, Bazylika mniejsza                                                                                      | Zgromadzenie Księży Misjonarzy św. Wincentego à Paulo, Szarytki | Al. Ossolińskich 2 (Śródmieście)                            | 21500              | zabytkowy, Strona                                                                       |
| 17. | Kościół Matki Boskiej Nieustającej Pomocy                                           | 1926-1928 (1924)                  | parafialny | Elżbietanki                                                     | ul. Ugory 16 (Szwederowo)                                   | 15950              | zabytkowy, Catholicum Bydgostiense, Strona                                              |
| 18. | Kościół rektorski Ducha Świętego                                                    | 1932 (1946)                       | rektorski | Duchacze (Dom Prowincjalny)                                     | ul. Al. Jana Pawła II 117 (Glinki)                          | –                  | Wyższe Seminarium Duchowne Zgromadzenia Ducha Świętego im. bł. O. Jakuba Lavala, Strona |
| 19. | Kościół św. Antoniego Padewskiego                                                   | 1936–1945 (1933)                  | parafialny | Albertynki                                                      | ul. Głucha 15 (Czyżkówko)                                   | 7000               | zabytkowy, Strona                                                                       |
| 20. | Kościół Niepokalanego Poczęcia Najświętszej Marii Panny                             | 1958 (1958)                       | parafialny | –                                                               | ul. Saperów 63 (Jachcice)                                   | 3960               | Strona                                                                                  |
| 21. | Kościół Świętych Polskich Braci Męczenników                                         | 1976-1982 (1976)                  | parafialny, Sanktuarium Nowych Męczenników                                                                         | Siostry Urszulanki Serca Jezusa Konającego                      | ul. ks. Jerzego Popiełuszki 3 (Wyżyny)                      | 25500              | Strona                                                                                  |
| 22. | Kościół Matki Bożej Ostrobramskiej                                                  | 1979 (1980)                       | parafialny | –                                                               | ul. Kijowska 68 (Bartodzieje)                               | 6000               | Strona                                                                                  |
| 23. | Kościół Najświętszej Marii Panny Matki Kościoła                                     | 1981–1983 (1971)                  | parafialny | –                                                               | ul. Jaskółcza 39 (Szwederowo)                               | 8000               | Strona                                                                                  |
| 24. | Kościół Zmartwychwstania Pańskiego                                                  | 1981-1985 (1980)                  | parafialny | Zgromadzenie Księży Misjonarzy św. Wincentego à Paulo           | ul. Aleja Stefana Kardynała Wyszyńskiego 58 (Osiedle Leśne) | 12000              | Strona                                                                                  |
| 25. | Kościół Chrystusa Króla                                                             | 1983–1986 (1978)                  | parafialny | –                                                               | ul. Lotników 1 (Błonie)                                     | 16330              | Strona                                                                                  |
| 26. | Kościół św. Krzyża                                                                  | 1982–1990 (1979)                  | parafialny | –                                                               | Ul. Artyleryjska 10 (Śródmieście)                           | 3000               | Strona                                                                                  |
| 27. | Kościół Matki Boskiej Zwycięskiej                                                   | 1980-1990 (1977)                  | parafialny | –                                                               | ul. Bartosza Głowackiego 20 (Bartodzieje)                   | 9860               | Strona                                                                                  |
| 28. | Kościół św. Urszuli Ledóchowskiej                                                   | 1985–1990 (1984)                  | parafialny | –                                                               | ul. Orna 6 (Miedzyń)                                        | 3350               | Katolickie Przedszkole Dzieciątka Jezus, Strona                                         |
| 29. | Kościół Najświętszej Marii Panny z Góry Karmel                                      | 1986-1990 (1980)                  | parafialny | Werbistki                                                       | ul. Spacerowa 69 (Miedzyń)                                  | 4450               | Odnośnik                                                                                |
| 30. | Kościół św. Jadwigi Królowej                                                        | 1982-1991 (1981)                  | parafialny | Elżbietanki                                                     | ul. Wojska Polskiego 7 (Wzgórze Wolności)                   | 11130              | Strona                                                                                  |
| 31. | Kościół św. Maksymiliana Kolbego                                                    | 1982-1991 (1981)                  | parafialny | Michalici                                                       | ul. Kolibrowa 5 (Osowa Góra)                                | 6400               | Strona                                                                                  |
| 32. | Kościół Świętej Rodziny                                                             | 1986-1989 (1984)                  | parafialny |                                                                 | ul. Drzycimska 7 (Piaski)                                   | 2100               | Strona                                                                                  |
| 33. | Kościół Przemienienia Pańskiego                                                     | 1985–1990 (1983)                  | parafialny | –                                                               | ul. Letniskowa 35 (Smukała)                                 | 1500               | Strona                                                                                  |
| 34. | Kościół Matki Boskiej Królowej Męczenników                                          | 1989–1993 (1983)                  | parafialny, Sanktuarium Królowej Męczenników, Kalwaria bydgoska – Golgota XX wieku, Bazylika mniejsza od 2014 roku | –                                                               | ul. gen. Mikołaja Bołtucia 5 (Fordon)                       | 20000              | Strona, Strona sanktuarium                                                              |
| 35. | Kościół Bożego Ciała                                                                | 1989 (1987)                       | parafialny | –                                                               | ul. Jesionowa 24 (Szwederowo)                               | 9600               | Od 2003 r. nowy kościół w budowie, Strona                                               |
| 36. | Kościół Ducha Świętego                                                              | 1989 (1946)                       | parafialny | Zgromadzenie Ducha Świętego                                     | ul. Glinki 40 (Glinki)                                      | 9000               | kościół w budowie od 1997 r., Strona                                                    |
| 37. | Kościół Opatrzności Bożej                                                           | 1992–1998 (1984)                  | parafialny | –                                                               | ul. Sandomierska 35 (Kapuściska)                            | 9500               | Strona                                                                                  |
| 38. | Kościół św. Marka Ewangelisty                                                       | 1994–1998 (1990)                  | parafialny | Salezjanie                                                      | ul. Salezjańska 1 (Fordon)                                  | 13000              | Dom Zakonny Salezjanów św. Jana Bosko, Collegium Salesianum, Strona                     |
| 39. | Kościół Matki Boskiej Częstochowskiej                                               | 1994–1998 (1980)                  | parafialny | –                                                               | ul. Żmudzka 2 (Bartodzieje)                                 | 6850               | Strona                                                                                  |
| 40. | Kościół św. Mateusza Ewangelisty                                                    | 1991-2002 (1985)                  | parafialny | –                                                               | ul. Skarżyńskiego 4 (Fordon)                                | 14380              | Strona                                                                                  |
| 41. | Kościół Matki Bożej Fatimskiej                                                      | 1998-2005 (1992)                  | parafialny | –                                                               | ul. Ogrody 18 (Wyżyny)                                      | 12400              | Strona                                                                                  |
| 42. | Kościół św. Łukasza Ewangelisty                                                     | 1993 (1992)                       | parafialny | –                                                               | ul. gen. Bora-Komorowskiego 14 (Fordon)                     | 3820               | Kościół w budowie, Strona                                                               |
| 43. | Kościół bł. Michała Kozala Biskupa i Męczennika                                     | 1995 (1995)                       | parafialny | –                                                               | ul. Nakielska 303 (Miedzyń)                                 | 2900               | Kościół w budowie, Odnośnik                                                             |
| 44. | Kościół Wniebowstąpienia Pańskiego                                                  | 1999 (1999)                       | parafialny | –                                                               | ul. Sielawowa 1 (Osowa Góra)                                | 6400               | Kościół w budowie, Odnośnik                                                             |
| 45. | Kaplica Matki Bożej Trzykroć Przedziwnej                                            | 2000 (2000)                       | Sanktuarium szensztackie Matki Bożej Trzykroć Przedziwnej                                                          | Szensztacki Instytut Sióstr Maryi                               | Smukalska 113 (Piaski)                                      |                    | Strona                                                                                  |
| 46. | Kościół św. Jana Pawła II                                                           | 2011 (2011)                       | parafialny |                                                                 | Bydgoskich Olimpijczyków 11 (Przylesie)                     |                    | Kościół w budowie Strona                                                                |
| 47. | Kościół św. Faustyny Kowalskiej                                                     | 2017 (2017)                       | parafialny |                                                                 | ul. ks. Zygmunta Trybowskiego 3 (Eskulapa)                  |                    | kościół w budowie Strona                                                                |

## Kościoły protestanckie
Lista zawiera wykaz obecnie istniejących kościołów, zborów i parafii protestanckich znajdujących się na terenie Bydgoszczy. Kolejność ustalono w oparciu o chronologię powstania świątyń (lub parafii).
| Nr  | Nazwa                                          | Data powstania kościoła (parafii) | Tytuł, funkcja                                        | Wyznanie                                                            | Adres                    | Uwagi |
| 1.  | Kościół Ewangelicko-Metodystyczny              | 1883 (1935)                       | Parafia Ewangelicko-Metodystyczna w Bydgoszczy        | Kościół Ewangelicko-Metodystyczny w RP, 4,5 tys. wiernych w Polsce  | ul. Pomorska 41          | Strona zboru - Strona. mbkm.pl. [zarchiwizowane z tego adresu (2009-02-26)].                                                        |
| 2.  | Ewangelicko-Augsburski Kościół Zbawiciela      | 1897 (1948)                       | Parafia Ewangelicko-Augsburska w Bydgoszczy           | Kościół Ewangelicko-Augsburski w RP, 76 tys. wiernych w Polsce      | Plac Zbawiciela          | Strona |
| 3.  | Kościół Adwentystów Dnia Siódmego              | (1921)                            | Zbór Kościoła Adwentystów Dnia Siódmego w Bydgoszczy  | Kościół Adwentystów Dnia Siódmego, 9,6 tys. wiernych w Polsce       | ul. Lipowa 9             | W latach 1921–1931 siedziba ogólnokrajowego Kościoła Adwentystów Dnia Siódmego w Polsce znajdowała się w Bydgoszczy                 |
| 4.  | Kościół Chrześcijan Dnia Sobotniego            | Po 1945                           | zbór parafialny                                       | Kościół Chrześcijan Dnia Sobotniego, kilkuset wyznawców w Polsce    | ul. Zduny 10             | Jeden z 25 zborów w Polsce |
| 5.  | Kościół Ewangelicznych Chrześcijan             | 1947 (1978)                       | Zbór Kościoła Ewangelicznych Chrześcijan w Bydgoszczy | Kościół Ewangelicznych Chrześcijan w RP, 2,3 tys. wiernych w Polsce | ul. Czerwonego Krzyża 46 | W Bydgoszczy w 1978 r. powstał zbór Kościoła Ewangelicznych Chrześcijan, obecnie stanowi jeden z 52 zborów w Polsce (strona zboru). |
| 6.  | Kościół Zielonoświątkowy                       | 1947 (1978)                       | Zbór Kościoła Zielonoświątkowego „Betel” w Bydgoszczy | Kościół Zielonoświątkowy w RP, 21 tys. wiernych w Polsce            | ul. Janikowska 19        | Zbór „Betel” w Bydgoszczy, w 2007 r. oddano do użytku nową świątynię                                                                |
| 7.  | Centrum Chrześcijańskie „Dobra Nowina”         | (1988)                            | zbór parafialny                                       | Kościół Boży w Chrystusie, 3,4 tys. wiernych w Polsce               | ul. Baczyńskiego 39      | Jeden z 64 zborów w Polsce |
| 8.  | Kościół Chrześcijan Baptystów                  | (1960)                            | Zbór Kościoła Chrześcijan Baptystów w Bydgoszczy      | Kościół Chrześcijan Baptystów, 8 tys. wiernych w Polsce             | ul. Sienkiewicza 8       | Strona zboru w Bydgoszczy, jeden z 78 zborów w Polsce                                                                               |
| 9.  | Ognisko Jednoty Braci Polskich w Bydgoszczy    | ok. 1998                          | ognisko wyznaniowe                                    | Bracia polscy, Jednota Braci Polskich, ok. 260 wyznawców w Polsce   | Plac Weyssenhoffa 11     | |
| 10. | Kościół Ewangeliczny                           | (2003)                            | Zbór „Społeczność Chrześcijańska Fordon”              | Kościół Ewangeliczny w RP                                           | ul. Thommée 1            | Strona zboru (adres rejestracji: ul. Żyzna 14)                                                                                      |
| 11. | Centrum Chrześcijańskie Kanaan Kościół Lokalny | 2003                              | Misja „Betezda”                                       | Centrum Chrześcijańskie Kanaan                                      | ul. A. Czartoryskiego 12 | Strona misji |

## Kościoły prawosławne i starokatolickie
Lista zawiera wykaz obecnie istniejących kościołów, cerkwi i parafii prawosławnych i starokatolickich znajdujących się na terenie Bydgoszczy. Kolejność ustalono w oparciu o chronologię powstania świątyń (lub parafii).
| Nr | Nazwa                   | Data powstania kościoła (parafii) | Tytuł, funkcja                                                  | Wyznanie                                                              | Adres                              | Uwagi                                                                                       |
| 1. | Kościół prawosławny     | 1860 (1923)                       | Parafia św. Mikołaja w Bydgoszczy                               | Polski Autokefaliczny Kościół Prawosławny, 506 tys. wiernych w Polsce | ul. Nowy Rynek 5 (Stare Miasto)    | Dawny spichlerz o konstrukcji szachulcowej                                                  |
| 2. | Kościół polskokatolicki | 1864 (1925)                       | Parafia polskokatolicka Zmartwychwstania Pańskiego w Bydgoszczy | Kościół Polskokatolicki w RP, 19 tys. wiernych w Polsce               | Ul. Jędrzeja i Jana Śniadeckich 36 | Pierwotnie zbór irwingianów (niemieckojęzyczna gmina wyznaniowa Kościoła Nowoapostolskiego) |

## Kościoły niezachowane
Lista zawiera wykaz wszystkich świątyń: katolickich, ewangelickich i żydowskich na terenie obecnej Bydgoszczy, które zostały zniszczone w wyniku wojen, decyzji zaborców lub innych wydarzeń dziejowych. Kolejność ustalono w oparciu o chronologię powstania świątyń.
| Nr  | Nazwa                                                   | Lata istnienia   | Tytuł, funkcja                                                                             | Położenie                                                             | Architektura                  | Uwagi |
| 1.  | Kościół św. Marii Magdaleny w Bydgoszczy (Wyszogrodzie) | Około 997-1765   | kościół parafialny Wyszogrodu i Bydgoszczy, od ok. 1430 r. filialny                        | Wyszogród, ok. 1 km od Fordonu, na terenie obecnego miasta Bydgoszczy |                               | Związany z podaniem o św. Wojciechu, pierwsza wzmianka pisana 1198 r.                                                                                 |
| 2.  | Kościół św. Idziego                                     | Około 1238-1879  | kościół grodowy (1238-1346), potem filialny                                                | Przedmieście Kujawskie                                                | Gotyk z elementami romańskimi | Użytkowany czasowo przez bernardynów (1480-1485 1545-1559) oraz klaryski (1615-1618)                                                                  |
| 3.  | Kościół Mariacki Karmelitów                             | 1398 (1550)-1822 | kościół zakonny karmelitów                                                                 | Przedmieście Gdańskie, przy Bramie Gdańskiej                          | Gotyk                         | Najstarszy kościół zakonny w Bydgoszczy |
| 4.  | Kościół Świętego Ducha                                  | 1448-1645        | kościół szpitalny                                                                          | Przedmieście Gdańskie                                                 | Gotyk                         | Wzniesiony w formie murowanej w latach 1583-1602, został wykorzystany jako prezbiterium kościoła klarysek                                             |
| 5.  | Kościół Świętej Trójcy                                  | 1550-1829        | początkowo kaplica, potem kościół filialny                                                 | Przedmieście Poznańskie                                               | Gotyk                         | Na jego miejscu w 1911-1913 wzniesiono świątynię neobarokową                                                                                          |
| 6.  | Kościół św. Krzyża                                      | 1550–1834        | kościół szpitalny                                                                          | Przedmieście Poznańskie (za Bramą Poznańską)                          | Gotyk                         | |
| 7.  | Kościół św. Stanisława                                  | 1583-1817        | kościół szpitalny                                                                          | Przedmieście Kujawskie (za Bramą Kujawską)                            | Gotyk                         | |
| 8.  | Kościół pojezuicki św. Ignacego Loyoli                  | 1649-1940        | kościół zakonny jezuitów, od 1780 r. filialny, od 1834 r. służył katolikom niemieckim      | Zachodnia pierzeja Starego Rynku w Bydgoszczy                         | Klasycyzm palladiański, barok | Obiekt znacznie wzbogacający przestrzeń miejską, świadek historycznych wydarzeń, m.in. traktatów welawsko-bydgoskich z 1657 r.                        |
| 9.  | Domek loretański                                        | 1682-1838        | kaplica mieszcząca domek loretański, zbudowany na wzór „Świętego domu” Santa Casa w Loreto | przed frontem kościoła bernardynów w Bydgoszczy                       | barok                         | Ufundowany przez szlachcica Jana Pinińskiego, następnie rozbudowywany przez bydgoskich bernardynów, jeden ze starszych obiektów tego rodzaju w Polsce |
| 10. | Pierwsza miejska fara ewangelicka                       | 1787-1903        | staromiejski ewangelicki kościół farny                                                     | ul. Podwale (Stare Miasto)                                            | Klasycyzm                     | Obiekt cenny architektonicznie, wzbogacający przestrzeń miejską                                                                                       |
| 11. | Kościół staroluterański                                 | 1846-1969        | zbór ewangelicko-luterański                                                                | ul. Poznańska 25 (Stare Miasto)                                       |                               | W ciągu 120 lat istnienia służył gminie ewangelicko-luterańskiej, ewangelicko-augsburskiej i prawosławnej                                             |
| 12. | Stara Synagoga                                          | 1834-1882        | synagoga gminy żydowskiej w Bydgoszczy                                                     | ul. Jana Kazimierza (Stare Miasto)                                    | –                             | Najstarsza synagoga w Bydgoszczy |
| 13. | Synagoga żydowska                                       | 1882–1940        | synagoga gminy żydowskiej w Bydgoszczy                                                     | ul. Jana Kazimierza (Stare Miasto)                                    | Historyzm                     | Obiekt monumentalny, znacznie wzbogacający przestrzeń miejską                                                                                         |
| 14. | Kościół pw. Marcina Lutra                               | 1903-1939        | zbór ewangelicko-unijny                                                                    | ul. Leszczyńskiego (Szwederowo)                                       | Neogotyk                      | Obiekt cenny architektonicznie, podobny do obecnego kościoła pw. Miłosierdzia Bożego                                                                  |
| 15. | Kościół ewangelicko-unijny na Czyżkówku                 | 1911–1939        | zbór ewangelicko-unijny                                                                    | ul. Koronowska 14 (Czyżkówko)                                         |                               | Po 1945 r. częściowo zachowane fragmenty przebudowano na pomieszczenia magazynowe                                                                     |

## Świątynie i obiekty religijne innych wyznań
| Nr | Nazwa                                                     | Data powstania kościoła (parafii) | Tytuł, funkcja                                                                     | Wyznanie                                                                          | Adres                                                                                         | Uwagi |
| 1. | Synagoga                                                  | 1750 (ok. 1600)                   | Do 1940 r. dom modlitwy, potem kino, od 2005 r. przekazana Fundacji Kultury Yakiza | Judaizm (do 1940 r.)                                                              | ul. Bydgoska (Fordon)                                                                         | |
| 2. | Kościół Jezusa Chrystusa Świętych Dni Ostatnich (mormoni) | b.d.                              | gmina wyznaniowa                                                                   | Kościół Jezusa Chrystusa Świętych w Dniach Ostatnich, 1,3 tys. wyznawców w Polsce | ul. Śniadeckich 8                                                                             | Jedna z 14 gmin mormonów w Polsce |
| 3. | Związek Ajapa Yoga                                        | 1990                              | ośrodek wyznaniowy tradycji hinduistycznej                                         | Związek „Ajapa Yoga”                                                              | ul. Muszlowa 27                                                                               | Strona |
| 4. | Świadkowie Jehowy                                         | b.d.                              | związek wyznaniowy                                                                 | Świadkowie Jehowy, 128 tys. wyznawców w Polsce                                    | Sale Królestwa: ul. Dworcowa 81a, ul. Jana Brzechwy 4, ul. Kubusia Puchatka 2A, ul. Planty 28 | 14 zborów: Błonie, Fordon, Leśne (w tym grupa języka angielskiego) Mariampol, Miedzyń, Migowy, Nowy Fordon, Północ, Prądy, Rosyjski, Śródmieście, Szwederowo, Ukraiński, Wyżyny |
| 5. | Świecki Ruch Misyjny „Epifania”                           | b.d.                              | gmina wyznaniowa                                                                   | Świecki Ruch Misyjny „Epifania”                                                   | ul. Zduny 10 (sala wypożyczona)                                                               | Jeden z 80 zborów w Polsce |

## Kościoły zabytkowe
Do rejestru zabytków wpisanych jest obecnie w Bydgoszczy 19 kościołów katolickich (w tym jedna kaplica oraz kościół polskokatolicki), 2 kościoły ewangelickie, cerkiew prawosławna oraz dawna synagoga.